# スヌーズレン

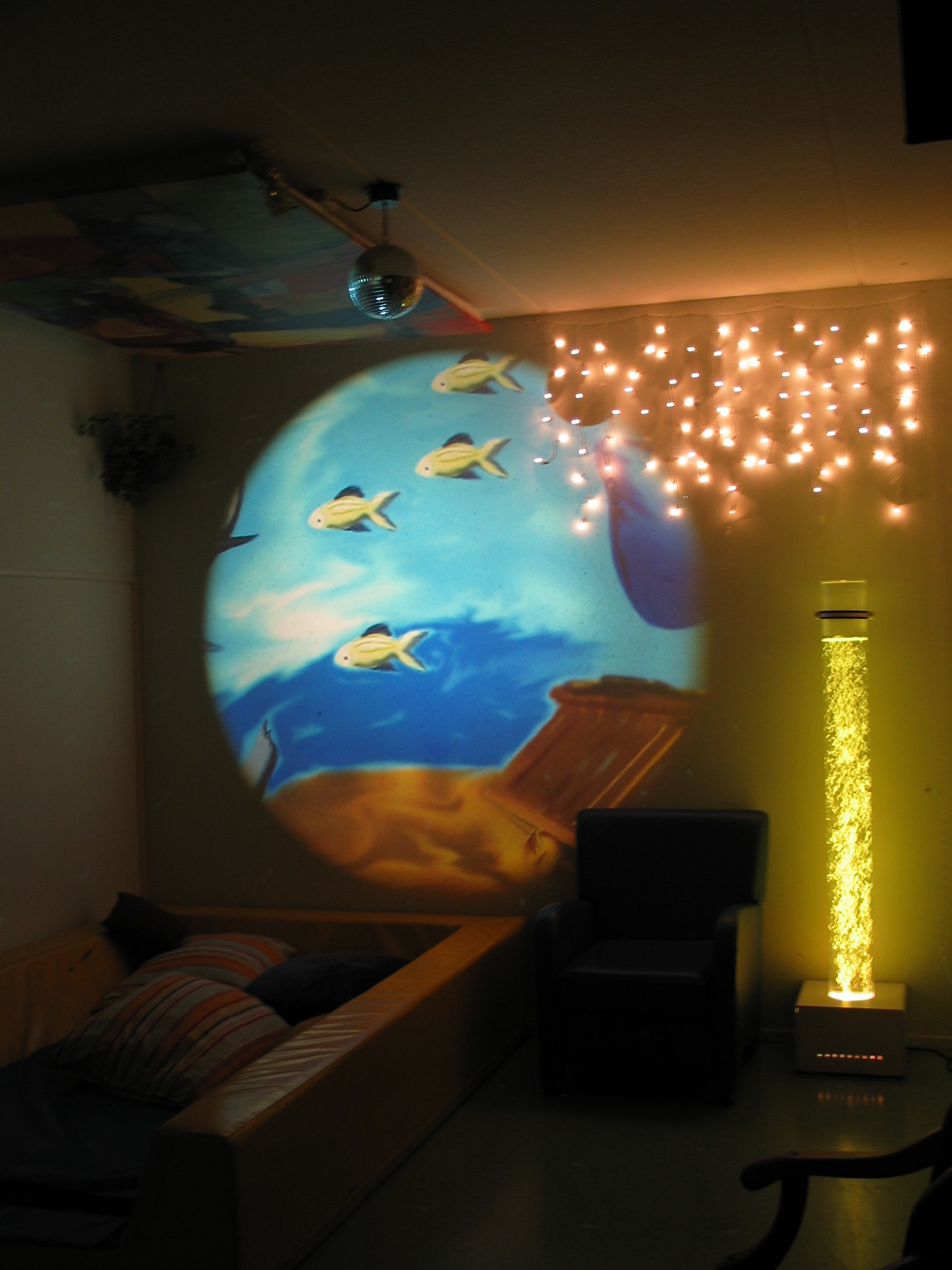
スヌーズレンの実践に用いられる用具の一つ。

スヌーズレン (Snoezelen) とは、重度知的障害者を魅了する感覚刺激空間を用いて彼らにとって最適な余暇やリラクゼーション活動を提供する実践であり、またそのプロセスを通して構築されてきた理念でもある。
スヌーズレンという用語は、オランダ語でスヌッフレン「クンクン匂いを嗅ぐ」、ドゥースレン「うとうとする」という用語を組み合わせた造語で、外界を探索することや心地よくまどろむ状態を示すものである。
スヌーズレンの実践とは、障害がある人々（スヌーズレン利用者）にとって受け取りやすい感覚刺激に満たされた物理的環境、そして利用者と支援者が楽しみや安らぎを共有できる雰囲気のなかで、利用者が自分にとって意味のある活動に携わることである。
この実践は、1970年代、オランダにて始まったが、現在ではヨーロッパを中心に全世界へ広がってきている。創始者のひとりAd Verheul（アド・フェルフール）は、スヌーズレンの啓発のために世界中で講演を行っている。日本とも親交が厚く、日本スヌーズレン協会や個人や施設の招へいでたびたび来日している。日本スヌーズレン協会の名誉顧問でもあり、ビデオや同会機関誌 SNOEZELEN JAPANへの寄稿を通して、メッセージを寄せている。